# Красножон Михайло Дмитрович
Михайло Дмитрович Красножон (нар. 27 жовтня 1942, Перемога, Баришівський район) — український науковець-геолог, геофізик. Доктор геологічних наук (2002), академік Української нафтогазової академії. Директор Українського державного геологорозвідувального інституту (1999—2006).

## Життєпис
У 1970 р. отримав кваліфікацію геофізика у Київському державному університеті. Починав з посади інженера-геофізика в Українському науково-дослідному геологорозвідувальному інституті. У 1992—1999 рр. був керівником Київського геофізичного відділення, в 1999—2006 — директором інституту. З 2006 р. — заступник директора з наукових питань.
У 2002 році здобув науковий ступінь доктора геологічних наук, захистивши дисертацію на тему «Інтегрована інтерпретація матеріалів геофізичних досліджень нафтогазових свердловин» (науковий консультант — професор Арнольд Кулінкович).

## Наукова діяльність
Наукові пошуки Михайла Дмитровича присвячені розробці та розвитку теорії і методології інтерпретації матеріалів геофізичних досліджень свердловини. Він розробив та реалізував новий метод інтерпретації даних електричного каротажу (метод приведення кривих), алгоритмічне забезпечення повного циклу інтерпретації матеріалів ГДС, сформував принцип побудови інтегрованих інтерпретаційних технологій.
Михайло Красножон — автор більш ніж 70 наукових праць. Має шість монографій, і серед них — "Комплексна інтерпретації матеріалів ГДС із використанням комп'ютерної технології «Геопошук», яка стала методичним посібником для спеціалістів та студентів вишів і технікумів.
З ініціативи та під керівництвом Красножона було створено єдиний державний геологорозвідувальний інститут — УкрДГРІ, — який здійснює науковий супровід геологорозвідувальних робіт на всі види корисних копалин і моніторинг надрокористування.
Михайло Дмитрович є членом редколегії журналу «Мінеральні ресурси України», науково-технічного вісника «Каротажник», заступником редактора збірника наукових праць УкрДГРІ, членом двох спеціалізованих рад із захисту дисертацій.